# Natori Takesi
Natori Takesi japán válogatott labdarúgó.

## A válogatottban
1934 májusában, amikor Natori a Vaszeda Egyetem hallgatója volt, beválogatták a japán válogatottba az 1934-es manilai Távol-keleti Játékokra. Ezen a tornán május 20-án mutatkozott be, és gólt szerzett a Kínai Köztársaság ellen.

## Statisztika
| Japán válogatott | Japán válogatott | Japán válogatott |
| Év               | Mérk.            | gól              |
| ---------------- | ---------------- | ---------------- |
| 1934             | 1                | 1                |
| Összesen         | 1                | 1                |